# Пелмени
Пелмени (на руски: пельмени, на коми: пельнянь – буквално „хлебно ухо“) е руско национално ястие, приготвено от тесто без мая и плънка от кайма (месо или риба), смесена с листни зеленчуци и подправки. Пелмени с млечни продукти, плодове и сладка се наричат „вареники“ и са характерни за украинската кухня. 

Подобни на пелмените ястия има във много световни кухни и са част от по-голямата група ястия – дъмплинги (от английски: dumpling). Пелмените са част от кухните на почти всички страни от постсъветското пространство, въпреки че някои от тях имат свои национални варианти на дъмплинги.
В руската кухня пелмените са дошли в края на XIV – в началото на XV век от Урал, където е възможно да са донесени от най-старите държави в Централна Азия.
Според историка на руската кухня Вилям Похльобкин, истинските пелмени трябва да съдържат кайма от три вида месо: говеждо (45 %), овче месо (35 %), свинско месо (20 %). Тестото е обикновено, като за домашна юфка (брашно, яйца, вода, рядко – мляко). Пълнежът включва: лук, леко бланширан; листни зеленчуци (седмолист, коприва, магданоз – в зависимост от сезона); черен пипер; малко брашно (за да се даде на каймата необходимия вискозитет); малко количество месен бульон (за умерено насищане с влага). Готовите пелмените са особено добри, когато се съхраняват замразени.
Пелмените се приготвят непосредствено преди консумация. Слагат се във вряща вода или бульон (месен, рибен или зеленчуков) и се варят докато изплуват, а след това още 2 – 5 минути. По време на варенето в бульона можете да се добави дафинов лист и черен пипер.
Пелмените се сервират с различни сосове, кетчуп, майонеза, заквасена сметана, масло, горчица, оцет. Понякога пелмените се пържат в олио или краве масло, докато се появи златиста коричка. Пелмените могат да се сервират и заедно с бульона, в който са варени, като първо ястие.